# Kdam Eurovision

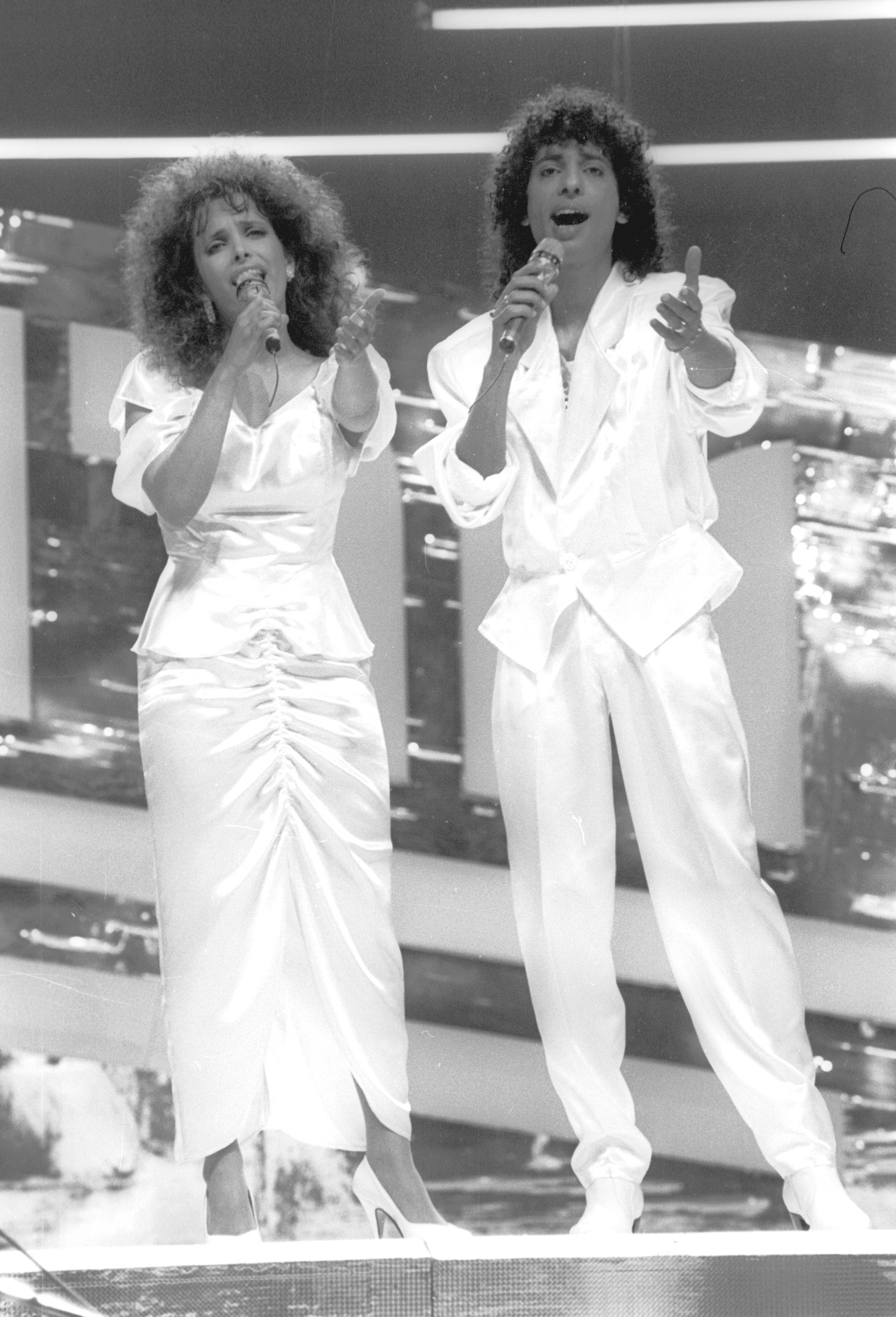
Representantes de la edición del Kdam Eurovisión de 1987. Siendo específicamente de la final de la misma.

Kdam Eurovision (en hebreo: קדם אירוויזיון , transcripción "Kdam-Erovizyon", traducción "Pre-Eurovisión") más conocido como Kdam (en hebreo: קדם, literalmente "Pre") fue la preselección nacional israelí para elegir a su representante para el Festival de la Canción de Eurovisión.
El concurso fue emitido por primera vez en 1981. Desde entonces se adoptó una multitud de formatos, pero el más conocido es el que contaba con doce canciones interpretados por doce artistas diferentes. Este formato no tuvo lugar en Israel en 1988, 2003, 2004, 2007, 2008 y 2009, en los cuales la IBA, la televisión pública israelí, seleccionó el intérprete, y más tarde se le daba un número de canciones para mostrar al público y que tuvieran la decisión final sobre qué canción representaría a su país en el Festival de Eurovisión. Hasta ahora, Israel ha ganado Eurovisión cuatro veces, pero en ninguna de esas victorias ni el intérprete ni la canción han sido elegidas en el Kdam.
En 1978 y 1979, los participantes israelíes fueron elegidos desde el Festival Hazemer vehapizmon, y ambos concursantes ganaron Eurovisión. Dana International fue elegida para representar a Israel en una selección interna.
- Datos: Q1882465
- Multimedia: Kdam Eurovision / Q1882465